# Trinity Lake
Der Trinity Lake, früher Clair Engle Lake, ist ein Stausee in Kalifornien. Er wird durch den Trinity River gespeist und durch den Trinity-Damm, einen 164 m hohen Erdschüttdamm, gestaut. Der etwa 30 km lange See hat eine Kapazität von 3,02 km³ und ist damit einer der größten Wasserspeicher Kaliforniens.
Von 1964 bis 1997 hieß der See offiziell Clair Engle Lake, nach dem Senator Clair Engle.
Siehe auch:
- Liste der größten Talsperren der Erde
- Liste der größten Stauseen der Erde
- Liste der größten Wasserkraftwerke der Erde
- Liste von Talsperren der Welt